# My Own Way
My Own Way este al doilea album de studio al cântărețului britanico-asiatic Jay Sean. Despre My Own Way, Sean a declarat că: Am adus multe influențe R&B. Pe acest album m-am concentrat în principal pe liniile melodice ale pieselor. Din punct de vedere al versurilor, există comentarii sociale în piese ca „Good Enough For You”, care dezbate problema relațiilor inter-rasiale. Este de asemenea o introspectivă in industria muzicală și o opinie personală asupra felului în care am fost tratat.Pentru promovarea celui de-al doilea album al său, Sean a adoptat un nou stil vestimentar, lucru remarcat de allmusic.